# 사탄의 인형 3
《사탄의 인형 3》(영어: Child's Play 3)는 1991년 공개된 미국의 슬래셔 영화이다. 《사탄의 인형 2》(1990)의 속편이며 사탄의 인형 시리즈 세 번째 작품이다.
1991년 8월 30일 미국에서 유니버설 픽처스에 의해 개봉되었다. 비평가들로부터 대체로 부정 평가를 받았으며 전 세계에서 예산 1,300만 달러 대비 2,050만 달러 수익을 올리면서 시리즈 중 가장 낮은 흥행 수익을 거둔 영화가 되었다.
《사탄의 인형 4: 처키의 신부》(1998)로 이어진다.

## 줄거리
처키의 두 번째 사망 후 8년이 지나 플레이 팰스가 문을 닫았던 굿 가이 돌 제조 공장을 다시 연다. 신작을 출시하려고 인형 생산을 재개하면서 찰스 리 레이의 영혼이 남아있던 처키의 피가 용해된 플라스틱에 섞여들어가고, 처키는 새로운 인형으로 부활한다. 처키는 사장 설리번을 살해한 후 컴퓨터 기록을 통해 16살이 된 앤디 바클리를 찾는다. 
위탁 가정을 전전하다가 켄트 육군 사관 학교에 진학한 앤디에게 교장 코크런 대령은 인형에 대한 망상은 잊으라 주문한다. 앤디는 학교에서 8살 소년 로널드 타일러와 친구가 된다. 타일러는 앤디 앞으로 배달된 소포를 앤디 방에 가져다주는 심부름을 하다가 소포 내용물이 굿 가이 돌이라는 걸 깨닫자 몰래 먼저 뜯어본다. 그렇게 앤디 대신 타일러를 마주하게 된 처키는 빙의 대상을 앤디에서 타일러로 수정하고 부두 의식으로 타일러의 몸에 들어가려 하지만 계속 방해를 받는다. 한편 칼을 휘두르는 처키를 보고 충격을 받은 코크런 대령은 심근 경색으로 사망한다. 
앤디는 처키가 악당이라는 사실을 타일러에게 알리려 하지만, 타일러는 믿지 않는다. 처키는 군사학교 내에서 살인을 저지르며 혼란을 야기한다. 학교에서는 모의 군사 훈련으로 연례 행사인 전쟁 게임을 진행하는데, 처키가 페인트탄을 실탄으로 바꿔치기해 팀원들이 죽고 다치게 된다. 
처키는 타일러를 납치하고, 앤디는 동료인 크리스틴과 함께 처키를 쫓아 놀이공원으로 향한다. 롤러코스터 안에서 앤디는 처키와 사투를 벌이고, 크리스틴이 준 총으로 처키를 여러 번 쏘지만 처키는 계속해서 살아난다. 결국 앤디는 처키를 거대한 금속 선풍기에 던져 넣어 조각내 파괴시키고, 처키는 완전히 죽음을 맞이한다. 크리스틴은 부상으로 병원에 이송되고, 앤디는 경찰 조사를 받게 된다.

## 출연
- 저스틴 웨일린 - 앤디 바클리 역
- 페리 리브스 - 크리스틴 더실바 역
- 제러미 실버스 - 로널드 타일러 역
- 트래비스 파인 - 간부 후보생 브렛 C. 셸턴 중령 역
- 딘 제이컵슨 - 해럴드 오브리 화이트허스트 역
- 브래드 도리프 - 처키 역 (목소리)
- 피터 해스컬 - 설리번 역
- 데이킨 매슈스 - 프랜시스 코크런 대령 역
- 앤드루 로빈슨 - 보트닉 병장 역
- 버크 번스 - 클라크 병장 역
- 매슈 워커 - 엘리스 역
- 나이절 맨슬 - 본인 역

## 기타 제작진
- 공동 제작: 로라 모스커위츠
- 배역: 글렌 대니얼스
- 미술: 리처드 톰 소여
- 특수 효과: 케빈 얘거, 데이비드 커슈너